# West-Saksisch voetbalkampioenschap 1919/20
In 1919/20 werd het achtste voetbalkampioenschap van West-Saksen gespeeld, dat georganiseerd werd door de Midden-Duitse voetbalbond. De competitie werd hervormd om het aantal competities te verminderen. De competities van Göltzschtal en Vogtland werden bij die van West-Saksen gevoegd. De competitie kreeg de naam Kreisliga Westsachsen. 
Konkordia Plauen werd kampioen en plaatste zich voor de Midden-Duitse eindronde, die voor het eerst in groepsfase werd gespeeld. De club werd vierde op zeven deelnemers. 

## Kreisliga
| Plaats | Club                        | Wed. | W  | G | V  | Saldo | Ptn.  |
| ------ | --------------------------- | ---- | -- | - | -- | ----- | ----- |
| 1.     | SV Konkordia Plauen         | 14   | 11 | 0 | 3  | 47:19 | 22:06 |
| 2.     | Zwickauer SC                | 14   | 9  | 1 | 4  | 31:21 | 19:09 |
| 3.     | Plauener SuBC               | 14   | 9  | 0 | 5  | 39:20 | 18:10 |
| 4.     | VfB Glauchau                | 14   | 6  | 2 | 6  | 26:32 | 14:14 |
| 5.     | 1. Vogtländischer FC Plauen | 14   | 7  | 0 | 7  | 40:50 | 14:14 |
| 6.     | SpVgg Falkenstein           | 14   | 5  | 1 | 8  | 30:31 | 11:17 |
| 7.     | SpVgg 09 Plauen             | 14   | 3  | 2 | 9  | 21:36 | 08:20 |
| 8.     | SpVgg Meerane 1907          | 14   | 3  | 0 | 11 | 32:58 | 06:22 |

|  | Kampioen, geplaatst voor Midden-Duitse eindronde |
|  | Promotie-Degradatie play-off                     |

## Promotie-Degradatie play-off
Heen
|  |                    |       |            |  |
|  | SpVgg Meerane 1907 | 7 – 1 | VfB Plauen |  |
|  |                    |       |            |  |

Terug
|  |            |       |                    |  |
|  | VfB Plauen | 0 – 0 | SpVgg Meerane 1907 |  |
|  |            |       |                    |  |

Door een protest van VfB Plauen kwam er een nieuwe wedstrijd. 
Extra wedstrijd
|  |            |       |                    |  |
|  | VfB Plauen | 3 – 2 | SpVgg Meerane 1907 |  |
|  |            |       |                    |  |

Meerane protesteerde en er werd beslist om de club in de hoogste klasse te laten en ook VfB Plauen te laten promoveren. 